# Список умерших в 718 году

## Март
- 27 марта — Руперт, епископ, проповедник, один из основных просветителей Зальцбурга.

## Июнь
- 30 июня — Эрентруда Зальцбургская, святая Римско-Католической церкви, монахиня, первая настоятельница зальцбургского женского бенедиктинского Ноннбергского аббатства, которое в 714 году основал её брат святой Руперт.

## Дата смерти неизвестна или требует уточнения
- Альпаида, франкская дворянка, конкубина или одна из жён франкского майордома Пипина II Геристальского.
- Амалгайд мак Конгалайг, король Наута (Северной Бреги) и всей Бреги (702—718).
- Коналл Грант, король Лагора (Южной Бреги) (712—718).
- Коэнред, король Нортумбрии (716—718).
- Проспер Таррагонский, архиепископ Таррагоны (711—713/718); местночтимый католический святой.
- Эгилона, жена последнего короля вестготов Родериха.